# Tammy Dix
Tammy Dix coniugata Jensen (1939) è un'ex sciatrice alpina statunitense.

## Biografia
Sciatrice polivalente originaria di Spokane e cresciuta sciisticamente a Sun Valley, in campo internazionale Tammy Dix debuttò in occasione del trofeo Arlberg-Kandahar 1958 (Sankt Anton am Arlberg, 7-9 marzo), dove si classificò 38ª nella discesa libera, 31ª nello slalom speciale e 31ª nella combinata, e ottenne i primi piazzamenti di rilievo alla Coppa Foemina di quell'anno (Abetone, 5-6 aprile), dove nelle medesime specialità chiuse rispettivamente al 9º, all'8º e al 7º posto; nel 1963 si piazzò 3ª nella discesa libera delle Vail Trophy Races (Vail, 9-10 febbraio) e vinse il titolo nordamericano di slalom gigante. L'anno dopo fu selezionata per far parte della nazionale statunitense ai IX Giochi olimpici invernali di Innsbruck 1964, ma non prese parte alle competizioni; gareggiò per l'ultima volta in ambito internazionale al trofeo Far West-Kandahar 1965 (Alpine Meadows, 9-11 aprile) e si ritirò l'anno seguente. Non prese parte a rassegne olimpiche o iridate.

## Palmarès

### Campionati statunitensi
- 8 medaglie (dati parziali):
  - 4 ori (discesa libera, combinata nel 1960[9]; slalom gigante nel 1961[7]; slalom gigante nel 1962[10])
  - 3 argenti (slalom gigante, slalom speciale nel 1960[9]; slalom speciale nel 1965[11])
  - 1 bronzo (combinata nel 1963[12])

### Campionati canadesi
- 1 vittoria (slalom gigante nel 1964[2])